# Gouvernement Fritch 2017
Pour les articles homonymes, voir Gouvernement Fritch.
Polynésie française
Fritch II Fritch IV
Le gouvernement Fritch 2017 est le gouvernement de la Polynésie française qui constitue l'organe exécutif de cette collectivité d'outre-mer. Ce gouvernement est formé à la suite du renvoi d'Édouard Fritch, président de la Polynésie, du Tapura huiraatira, parti autonomiste majoritaire à l'Assemblée de Polynésie française à partir des élections territoriales de 2013.

## Attributions
Ses attributions sont régies par la section 5 du chapitre Ier, titre IV de la loi organique n° 2004-192 modifiée, du 27 février 2004, relatif au statut d'autonomie de la Polynésie française.
La fonction gouvernementale est exercée par l'ensemble des ministres, au sein du conseil des ministres, qui se réunit sous la direction du Président de la Polynésie française.

## Composition actuelle
Le président de la Polynésie française, Édouard Fritch, a nommé son équipe gouvernementale le 13 janvier 2017.  Successeur du gouvernement Fritch 2014 et du gouvernement Fritch 2015, il comprend :
| Fonction | Titulaire | Titulaire                   | Parti  |
| --- | --------- | --------------------------- | ------ |
| Président |           | Édouard Fritch              | Tapura |
| Vice-Président de la Polynésie française Ministre de l'Économie et des Finances, chargé des Grands projets d'investissement et des Réformes économiques |           | Teva Rohfritsch             | Tapura |
| Ministre |           |                             |        |
| Ministre du Logement, de l'Aménagement et de l'Urbanisme, chargé du Numérique, porte-parole du gouvernement.                                            |           | Jean-Christophe Bouissou    | Tapura |
| Ministre du Développement des Ressources primaires, des Affaires foncières et de la Valorisation du domaine                                             |           | Tearii Alpha                | Tapura |
| Ministre du Tourisme, des Transports internationaux, chargée des Relations avec les institutions                                                        |           | Nicole Bouteau              | Tapura |
| Ministre de l'Équipement et des Transports intérieurs                                                                                                   |           | Luc Faatau                  | Tapura |
| Ministre de l'Éducation, du Travail, des Solidarités et de la Condition féminine .                                                                      |           | Tea Frogier                 | Tapura |
| Ministre des Solidarités et de la Santé, chargé de la réforme de la Protection sociale généralisée, de la Prévention et de la Famille                   |           | Jacques Raynal              | Tapura |
| Ministre de la Culture, de l'Environnement et de l'Artisanat, de l'Énergie et des Mines chargé de la Promotion des langues et de la Communication       |           | Heremoana Maamaatuaiahutapu | Tapura |